# Freek Heerkens
Freek Heerkens (Bernheze, 13 de septiembre de 1989) es un exfutbolista neerlandés que jugaba en la demarcación de defensa.

## Biografía
Tras empezar a formarse como futbolista en el PSV, en 2010 se marchó al Go Ahead Eagles de la Eerste Divisie. Hizo su debut el 16 de agosto de 2010 en un partido contra el Sparta de Rotterdam. Permaneció en el club tres temporadas, hasta que en 2013 se marchó a la disciplina del Willem II. En su primera temporada con el club se coronó en la Eerste Divisie, ascendiendo así a la Eredivisie.

## Clubes
| Club            | País         | Año       | Partidos | Goles |
| --------------- | ------------ | --------- | -------- | ----- |
| Go Ahead Eagles | Países Bajos | 2010-2013 | 91       | 9     |
| Willem II       | Países Bajos | 2013-2024 | 247      | 9     |

## Palmarés

### Campeonatos nacionales
| Título         | Club      | País         | Año  |
| -------------- | --------- | ------------ | ---- |
| Eerste Divisie | Willem II | Países Bajos | 2014 |
| Eerste Divisie | Willem II | Países Bajos | 2024 |